# Санто-Стефано-Бельбо

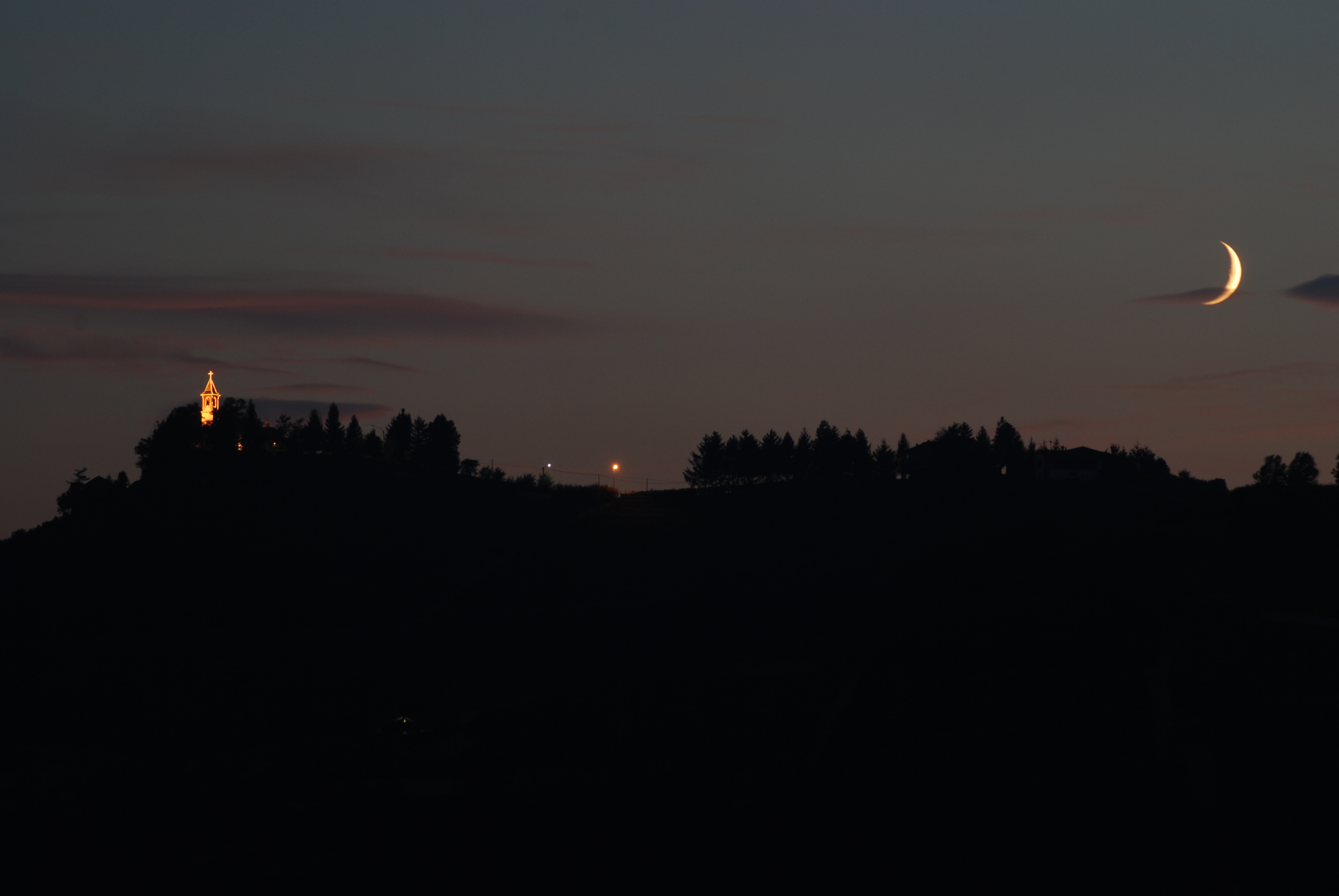
Санктуарий Пресвятой Богородицы - Девы Марии Снежной, вид с холма Касарони

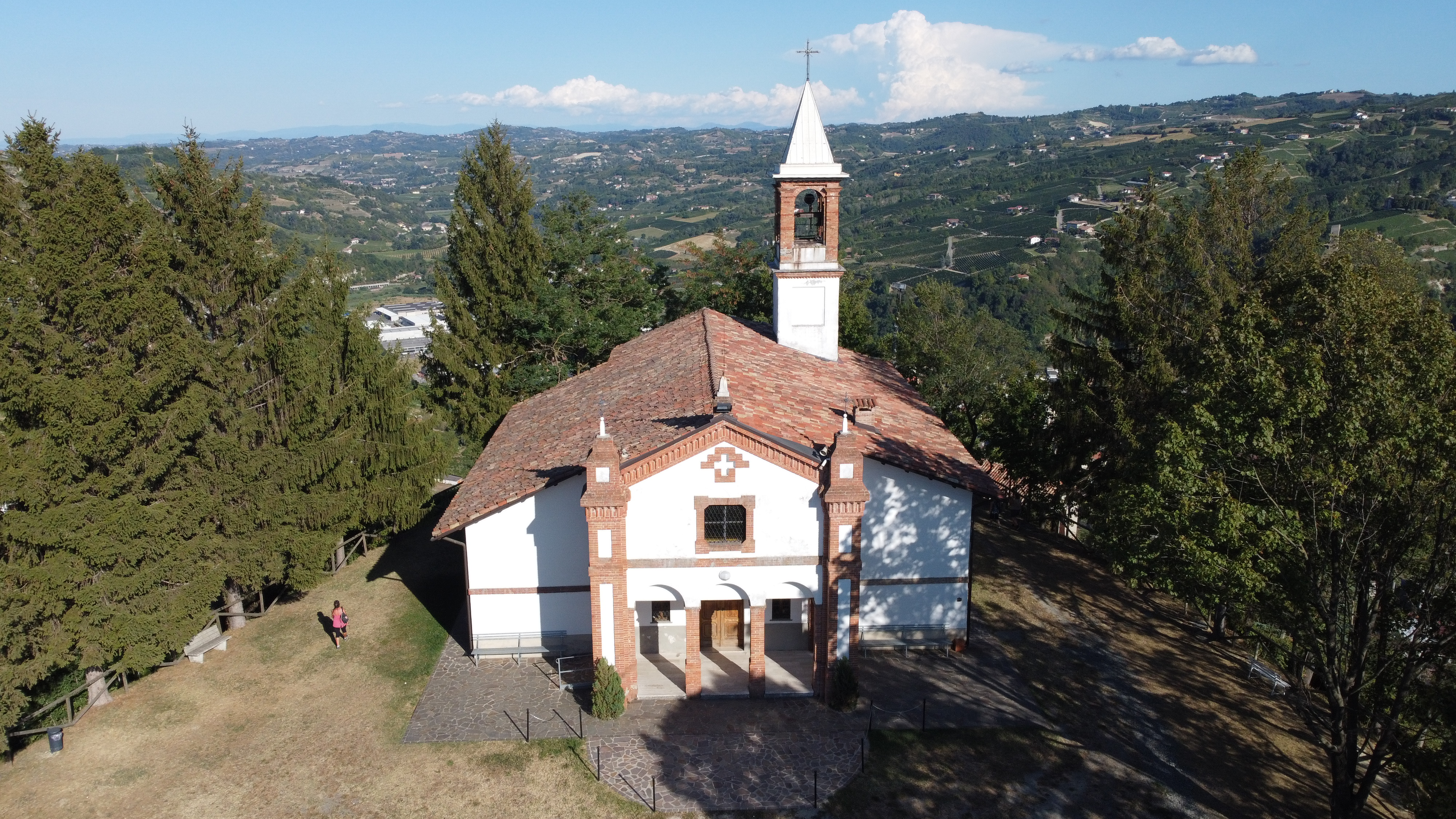
Санктуарий Пресвятой Богородицы - Девы Марии Снежной

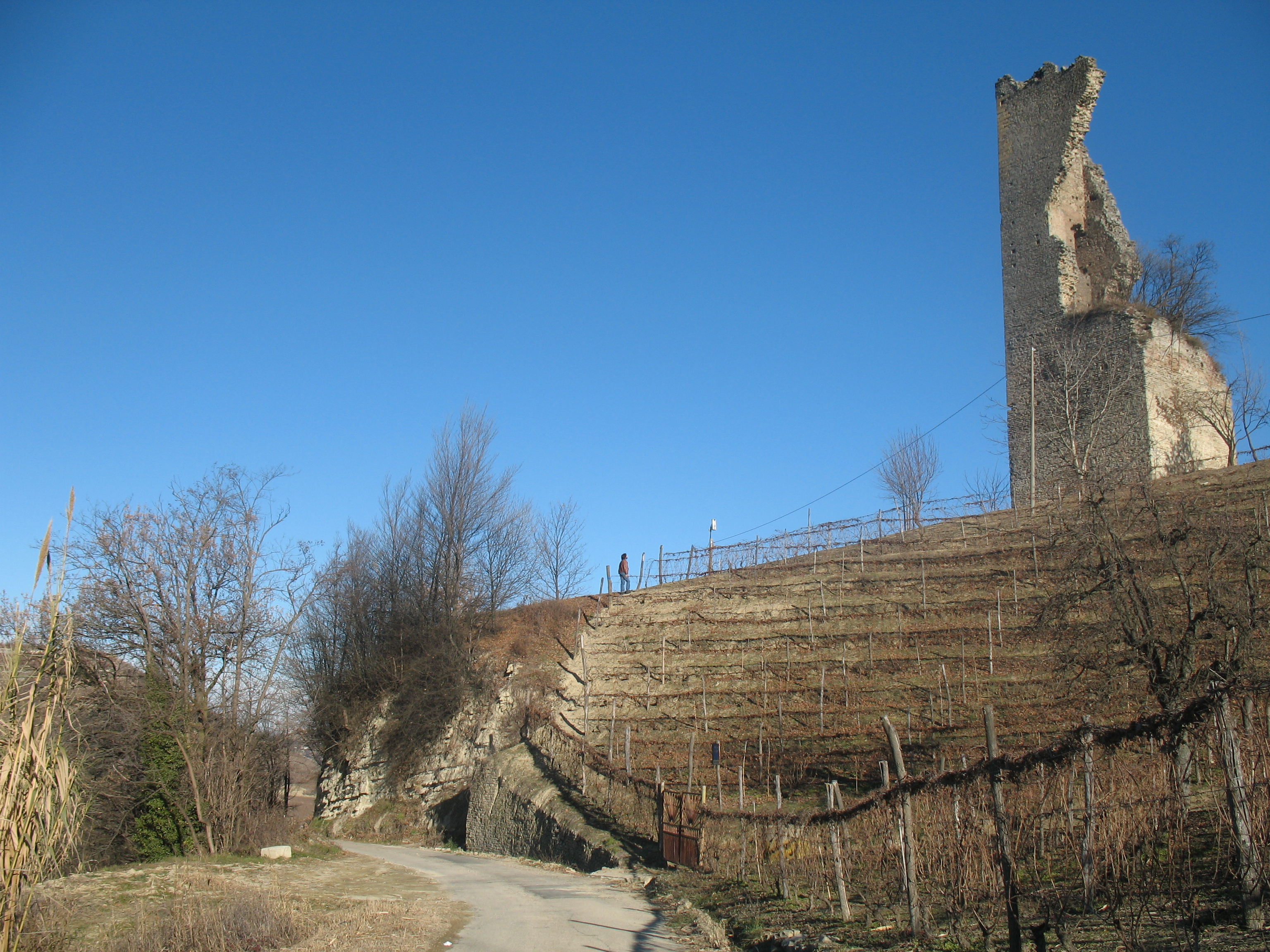
Средневековая башня на холме святой Либеры

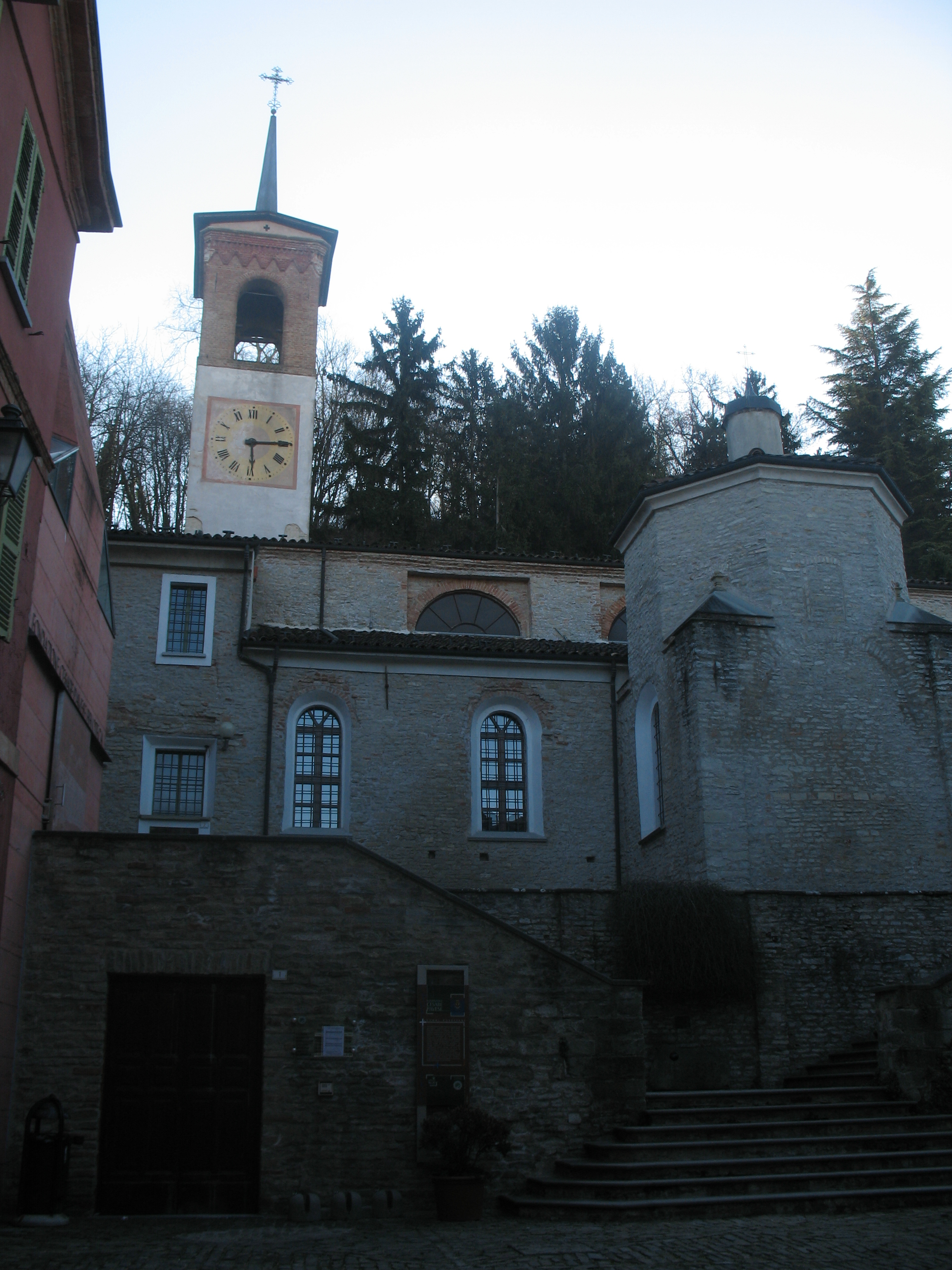
Центр Чезаре Павезе и храм свв. Иакова и Христофора

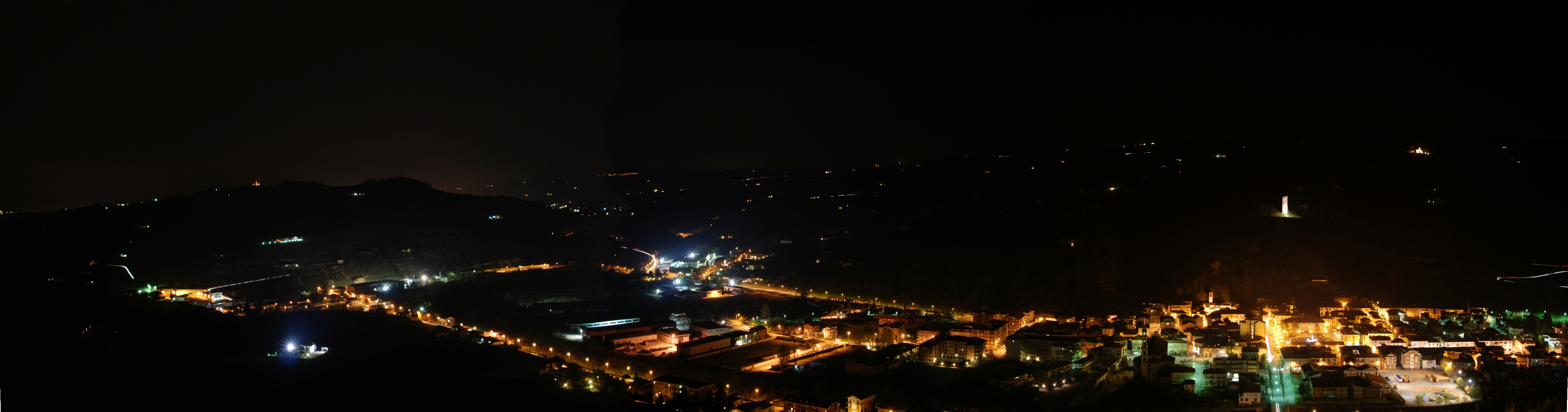
Ночной вид, холм Moncucco

Санто-Стефано-Бельбо (итал. Santo Stefano Belbo, пьем. San Stéo an Belb) — коммуна в Италии, в регионе Пьемонт, в провинции Кунео.
Население составляет 4055 человек (2008 г.), плотность населения — 176 чел./км². Занимает площадь 23 км². Почтовый индекс — 12058. Телефонный код — 0141.

## Демография
Динамика населения:

## Администрация коммуны
- Официальный сайт: http://www.santostefanobelbo.it/